# Українська античність
Українська античність — це умовна назва феномену функціонування міфориторичної традиції античності в українській літературі і ширше — культурі; художня, перекладацька та науково-критична рецепція античної (греко-римської) спадщини.

## Дефініція
Сучасні науковці послуговуються різною термінологією на позначення функціонування «живої», міфориторичної традиції античності в нашому письменстві, як-от: традиція звернення до античної літератури (М. Майстренко), національна школа художнього й наукового освоєння античності (О. Турган), історія засвоєння та трансформації античних мотивів і образів (П. Мірошніченко), історія і типологія українсько-грецьких літературних зв'язків (Ю. Микитенко), концепція античності в українській літературі (Б. Баглай-Соляник), український літературний рецепційний дискурс античності (К. Буслаєва), українська античність (Т. Лучук, О.Гальчук).
Попри умовний характер терміносполуки «українська античність», у ній акцентовано на національному варіанті міфу про античність і міститься настанова на комплексне дослідження, позаяк передбачено сприйняття всієї античної спадщини без обмеження однією історико-літературною епохою, шляхами та формами цієї рецепції. Це дє змогу відійти від розуміння звичайної ремінісценції та вести мову про значно ширші аспекти діалогу з античною спадщиною.
Аналогічне означення, але, зрозуміло, щодо російської літератури використав свого часу Г. Кнабе у праці «Російська античність. Зміст, роль і доля античної спадщини в культурі Росії». Учений обґрунтував поняття ентелехії як одного з видів сприйняття культурної спадщини й основи будь-яких інших видів взаємодії культур. Г. Кнабе цікавить вірність джерелу навіть у тих випадках, коли між явищами античної та російської культури контакту не було, але спостерігається певний ізоморфізм, який учений і пояснює ентелехією античності, тим, що традиційно описувалося як типологічні сходження. І хоча навколо цього терміна в російському літературознавстві розгорнулася дискусія (Р.Войтехович, Н.Шастик), Г. Кнабе запропонував важливіше – один із можливих шляхів вивчення античності. Якщо М. Ґаспаров захищав риторичний підхід, інтерпретуючи античний текст як риторичний арсенал поезії, при цьому відступ від першоджерела розглядав не як ваду, а як мистецький засіб, що становить самостійний інтерес, то Г. Кнабе – філософський. Риторичний і філософський є тими підходами, що ще з античності сперечалися між собою. Третій підхід – історико-культурний, пов'язаний з історичним аспектом вивчення античних впливів, для якого важливе не з’ясування специфіки змісту того чи того факту, а встановлення зв’язку між ними – шляху поширення текстів і артефактів. Окрім термінологічної ідеї, Г. Кнабе запропонував періодизацію і характеристику «трьох актів», які пройшла російська античність: «епопея російського ісихазму XIV – XV ст.; феномен Петербурга й пов’язаний із ним класичний період російської літератури й культури; період із середини 90-х років ХІХ ст. до початку 20-х років ХХ ст., а в літературі – з творчістю митців Срібного віку. Натомість в української античності своя історія, відмінна тривалістю і наповненням, до того ж не раз скоригована великодержавницькою російською, а потім радянською «корекцією», майже завжди некоректною.

## Історія питання
Діалог української літератури з античною спадщиною почали досліджувати М.Драгоманов, Д.Чижевський…

## Актуальність дослідження української античності визначається
- сприйняттям її як чинника вітчизняної літератури й літературознавства;
- тлумаченням історії рецепції античності певною мірою через історію змінності художньої «картини світу», пошуків людського ідеалу й метаморфоз, яких зазнала психологія творчості загалом;
- потребою дослідження сюжетно-композиційної та ідейно-тематичної багатоступеневості рецепції як практичного результату функціонування української античності;
- завданнями розгляду поетапного запозичення й освоєння (залучення декоративно-міфологічного, номенклатурного аспекту античності; античний текст як форма інакомовлення і «школа» нової авторської манери;*власна міфотворчість), тією чи тією мірою оприявленого в кожній індивідуальній творчій манері.

## Етапи розвитку української античності
У тривалій історії української античності умовно виокремлюємо 
- києворуський етап (до і після прийняття християнства)
- бароковий етап (вершинним явищем якого є творчість Г.Сковороди)
- етап нової української літератури (його "кроки" в персоналіях: І.Котляревський - Т.Шевченко - П.Куліш - С.Руданський)
- ранньомодерністський етап (І.Франко - Леся Українка - О.Кобилянська - В.Самійленко- М.Філянський)
- етап зрілого модернізму (символістська (П.Тичина, Д.Загул) - неокласична (М.Зеров, М.Рильський, П.Филипович, М.Драй-Хмара, О.Бургардт і поети "Празької школи") - неоромантична (М.Бажан, О.Влизько, Є.Плужник) інтерпретаційні моделі української античності)

Історія української античності є результатом взаємодії власне національних тенденцій із запозиченим і трансформованим загальноєвропейським досвідом рецепції античного тексту. Особливістю такого засвоєння є те, що воно відбувалося завдяки та паралельно з осмисленням «супровідних» питань, як-от:
- співвідношення «традицій» і «новацій»;
- трактування класичних форм і принципів як універсальних і незмінних норм (тобто з концепцією «образу античності»);
- пошуки культурних орієнтирів.

Окрім того, українська античність постала як осмислення давньої спадщини суголосно з формуванням національного варіанта християнської ідеології, а відтак її специфічною рисою є поєднання християнських мотивів з інтерпретованим греко-римським текстом.
На характер української античності, як і на міф про античність кожного історико-літературного періоду, впливають:
- домінантний стиль (напрям) літературної доби;
- творча індивідуальність письменника;
- наявність чи відсутність «посередника» — прецеденту звернення до того чи того тексту античності у світовій і національній традиції, що, своєю чергою, зумовлює не лише «вторинну семіотизацію», а й семіотизацію третього чи четвертого ступеня як осмислення образно-сюжетного матеріалу творів, де вже запропоновано своє прочитання античності за нових історичних і духовно-естетичних обставин.

Українська античність сформувалась у результаті взаємодії таких напрямів, як:
- культурно-філологічний, що виявляється у викладанні давніх мов і перекладах,
- історико-філософський як теоретичне осмислення ролі давньої історії та культури в світовому історичному процесі (обидва переважають у період від доби Ренесансу до середини XIX ст.),
- науково-критичний (чи критико-аналітичний) характеризується дослідженнями специфіки античної епохи, її історії, світогляду, побуту, культури й літератури зокрема та оприявнюється в працях різного формату — від ґрунтовних монографій до коментарів (особливо з другої пол. XIX ст., з часу формування вітчизняної класичної філології);
- літературно-художній, що реалізується у різних формах (стилізація, ремінісценція, алюзія тощо) і рівнях (від наслідування до авторської міфотворчості) оригінальних текстів.

Своєрідний і неповторний синтез, сплав давньої дохристиянської та античної культур став ґрунтом, на якому розвивалась українська культура, література, мистецтво, філософія з їх цілісністю, зверненням до людини, її розуму, загостреною увагою до етичних проблем, осмисленням світу через естетичне його сприйняття. Якщо на політичне й релігійне мислення, філософські та юридичні погляди, літературу й мистецтво Західної Європи сильніше вплинув Рим, то в культурній традиції Східної Європи, й України зокрема, провідним через посередництво Візантії був грецький вплив. Проте в ті періоди, насамперед у добу Бароко, які збігалися з актуальністю таких проблем, як нація, державність тощо, превалював Рим. Наслідуючи духовну культуру Візантії, а через неї — культуру еллінської античності, шукаючи державницьких ідеалів в історії Риму, українська культура й література вступають у діалогічні взаємини. Починаючи з доби Ренесансу, українська античність виявляється в історико-філософському й культурно-філологічному напрямах. А з другої половини XIX ст. оформлюється третій — критико-аналітичний. Діалог української й античної літератур реалізується на різних рівнях, основні з яких — наслідування, ремінісценції, алюзії; в історичних впливах і в самому духові культури. Взаємини між цими рівнями ієрархічні: наслідування мають характер поверхово-випадкових, історичні впливи — реально-змістових. Справді глибинний зв'язок відбувається тоді, коли дух античності виявляється суголосним темам і образам, що втілюють національну ідею. Особливо характерним це стає для української античності у період порубіжжя, а потім зрілого модернізму 1920-1930-х рр., у творах шістдесятників та в роки незалежної України.

## Києворуська література і античність
Джерела образу античності як ідеалу й зразка, що проіснував із незначними корективами практично до початку XIX ст., вкорінені не лише епоху Відродження, а й глибше — у так званих Каролінгському й Оттонському відродженнях VIII — X ст., а відтак «диво» Відродження — природний продукт «темних віків»" [6]. До того ж саме в середньовічній культурі визначився той «християнський окуляр», крізь який чи в протидії до якого сприйматимуть античну спадщину в майбутньому.
Своїм новим художнім мисленням середньовіччя «сягає в радикально відмінну від себе античність. Там, де остання звідувала руйнівні потрясіння, середньовіччя знайде пізніше собі опертя. В катаклічних громах, якими супроводжувалася криза античного міфологічного мислення, глухо пробивається голос наступної епохи — середньовічної, людина відходить від старих богів, щоб створити собі іншого, нового» [5, 114]. Процес «створення нового бога» породив ворожість до античності широких малокультурних церковних кіл, з одного боку, і визнання необхідності ознайомлення з нею, але лише певною мірою і з відомими обмеженнями, з другого. Серед тих, хто вважали за потрібне вивчати античність, такі оратори й керівники грецьких християнських общин, що здобували освіту в Афінській академії, як Василій Кесарійський, його брат Григорій Ніський, Григорій Назіанзін та Іван Хризостом (Златоуст), а також Єронім та Августин.
Залучення здобутків античності відбувалося у формі фрагментів, цитат, висмикнутих зі свого контексту, несвідомих або навмисних перекручень у напрямі християнізації. Разом із більш характерною для так званого високого середньовіччя тенденцією «посмертно охрещувати античних авторів» [1, 347] (Вергілій — «християнин до Христа», Цицерон «міг би стати християнином, якби взнав Христове вчення» (Петрарка), молитви поета Іоана Мавропода, митрополита Євхаїтського, про упокоєння душ Платона і Плутарха тощо), загалом тогочасна культура ставилась до античної спадщини 1) або як до історичного першоджерела, яке, досить своєрідно комбінуючись із біблійною історією, у стислій формі ознайомлювало читачів з історією світу й людства; 2) або як до матеріалу для алегоричного тлумачення і повчань. Таким чином, антична література у визначених їй певних рамках залучалася подвійно. Вагаючись між різким осудом та запереченням язичницького світу і творчості його авторів та спробами якимось чином освоїти й використати поняття та образи античності, середньовічні письменники «ніби зупинилися на півшляху і створили чимало творів, у яких чудернацьки змішуються, контамінуються і тлумачяться античні перекази й історичні події» [4, 229]. При цьому середньовічне художнє мислення стало ланкою-посередником між античним мімезисом та новоєвропейським реалізмом, який був би неможливий поза середньовічним принципом «ненаслідувального наслідування»: «Наслідувати доводилося не предмети реального світу, а трансцедентну „не наслідувану“ ідею; наслідування здійснювалося не в художніх образах, а в самій суті суб'єкта пізнання. Тим-то ідеал такого наслідування антиномічний — це „ненаслідуване наслідування“ (amimeton mimema)» [5, 49].
Отже, у культурі Середньовіччя антична спадщина була знана нерідко у відфільтрованому — через патристику і схоластику — вигляді. Та при цьому середньовічна культура не лише стала серйозним реципієнтом античних ідей, а й розвинула те, що в античності було лише в зародковому стані. Як спостеріг М. Ігнатенко, «для античної художньосприймаючої особи найбільше важили в естетичному об'єкті „міра“, „гармонія“, „зовнішня тілесна краса“, — одне слово, пластичні його особливості, через що і сприймання мало чисто пластичний, „позапсихологічний“ характер» [5, 26]. А відтак пластичність античного міфологізму не забезпечує пізнання: «у давньогрецькому і римському міфі панує пластичний принцип впізнання», тоді як у середньовічному міфі, який «розпадається на символ (зовнішню дійсність) й істину (внутрішню дійсність), уперше з'являється предтеча новочасного феномену пізнання як проникнення до внутрішніх зв'язків пізнаваної дійсності» [5, 26 — 27]. До того ж, якщо в системі міфологічних цінностей поняття ідеалу не було, «там панувала аксіоматично дана, на беззастережно-містичному сприйманні основана віра у морально-етичні взірці: в античності — прекрасна людина, то в середньовіччі — прекрасна людяність, Серце, благо-і-краса» [5, 276], без чого подальше конструювання образу античності в світовій культурі було б однобічним.
Окремі риси, притаманні середньовічному етапові рецепції греко-римського тексту, простежуються і на першому етапі української античності. Щодо хронологічної визначеності цього етапу, то в радянському літературознавстві початковою межею вважався час прийняття християнства. Автори дослідження «Українська література в загальнослов'янському і світовому літературному контексті» саме період від кінця X ст. до перших десятиліть XVI ст. визначали першим етапом засвоєння античної культурної спадщини представниками давньої української літератури. Тоді як Ю. Микитенко в монографії «Антична спадщина і становлення нової української літератури» (1991) зауважував, що відлік історії антично-українських літературних зв'язків потрібно вести з дохристиянської доби [8, 45]. Задовго до нього про це йшлося в працях М. Драгоманова, Д. Чижевського, М. Зерова, Є. Маланюка та ін., висновки яких, зрозуміло, радянська критика ігнорувала. Адже визнання факту діалогу між культурами античного й давньоукраїнського світів, що бере свій початок із дохристиянської доби, могло мати резонанс ідеологічного, а відтак небажаного й небезпечного характеру. В останні десятиліття XX ст. у дослідженнях філософського й філологічного спрямування дедалі настійніше й аргументовано звучала думка про те, що певні античні впливи на культуру слов'ян Подніпров'я можна помітити вже в дохристиянські часи. Багато в чому схожими, близькими є народні звичаї, традиції, міфологія слов'янських племен і стародавніх греків. Саме ця близькість на ментальному рівні створила в подальшому умови для ґрунтовного й продуктивного засвоєння не лише форми, але й духу еллінської культури [див.: 2]. Так, О. Сліпушко в монографії «Софія Київська. Українська література середньовіччя. Доба Київської Русі (Х — ХІІІ століття [Архівовано 20 лютого 2017 у Wayback Machine.])» підкреслює, що антична цивілізація Північного Причорномор'я мала колосальний вплив на подальший розвиток світогляду українського народу, на формування його культури й літератури зокрема. Як «північний сегмент» (Є. Маланюк) еллінської культури вона «є основою, на якій постає культура Київської Русі, києворуська духовність, а потім — українська» [9, 380]. За періодизацією дослідниці, приналежність України до антично-грецького кругу датується від VIII ст. до н. е.
Думається, що з прийняття християнства варто говорити не про початок засвоєння античної спадщини взагалі, а про формування тенденцій її літературної рецепції. Проявляючись по-різному й у різні періоди, вона утворюватиме синусоїду історії української античності, яка, по суті, збігається з історією проблеми культурної орієнтації. Йдеться про згаданий християнський «окуляр» через який сприйматиметься /відштовхуватиметься античність у духовному й культурному просторі України. Прийняття праукраїнцями християнства від Візантії, східної спадкоємниці античної культури, й територіальна близькість до західних теренів колись величезної імперії перетворили фактор геополітичний на дихотомію гео-(території, традиції і звичаїв) і політики (християнської ідеології). У культурному сенсі — зумовили «існування кількох цивілізаційних напрямів у києворуській культурі» [7]. Якщо вести мову про європейський вектор, то саме християнство й античність могли виступати двома сторонами європейськості, а в інших випадках — її двома протилежними сторонами, де «чуже» і «своє» не завжди мали постійні місця прописки. Але, можливо, що саме для літератури таке протистояння — лише гра, на відміну від ідеології, політики тощо. Таким чином, відлік першого етапу української античності правомірно починати з дохристиянської доби й до другої половини XV ст., названої В. Яременком початком «першого відродження» української культури [11, 12].
Києворуська література реципіювала античну культуру і прямо, і опосередковано. Були відомі окремі твори Аристотеля, що їх вивчали книжники і цитували у своїх творах, але головним чином це візантійська агіографія, апокрифи, науково-природничі твори, дидактична література, збірки афоризмів тощо. Джерелами поширення інформації про античність у цей час стають візантійські та болгарські рукописні книги (І. Малала, Г. Амартол), а згодом – українські («Шестоднев» І. Екзарха, «Ізборники Святослава").
Ланкою, що поєднала дохристиянську Русь із античною культурою, О. Ярмола вважає деміургічний принцип [див. : 12]. Найяскравіші елементи деміургічних уявлень представлені у зразках філософської думки («Слово про Закон і Благодать» митрополита Іларіона, «Повчання» Володимира Мономаха), літератури («Повість минулих літ» Нестора Літописця, «Слово о полку Ігоревім»), мистецтва (фресковий живопис, білокамінне різьблення Галича тощо). Наприклад, віднаходячи античний «слід» у «Повісті минулих літ», М. Вишина відзначає, що наявність інокультурного досвіду, зокрема й античної міфології, свідчить про синтетичний характер творчості давніх літописців, про їх широку обізнаність із різноманітними джерелами, про способи моделювання літописного наративу з відповідними ідеологічними та політичними завданнями. Літописці «майже не вдаються до безпосереднього переказу античних міфів, запозичуючи з них переважно лише сюжети чи окремі образи, зокрема в розповіді про спробу греків отруїти князя Олега прочитується відомий за античних часів мотив отруєння героя (наприклад, міфи про афінського царя Тесея та про Одіссея)» [3, 7]. На нашу думку, украплення сюжетів античної міфології мають характер коментарів до історичних подій, описаних у «Повісті минулих літ». Джерела такої традиції — у творчості поетів-олександрійців, у художній практиці яких міфологія відігравала важливу роль. Як, наприклад, у збірці елегій Каллімаха «Причини», де поетичні розповіді про виникнення різноманітних свят, обрядів, найменувань, про заснування міст і святилищ, ґрунтувались, окрім наукової аргументації, і на міфології.
На відміну від Західної Європи, яка ознайомлювалася з античними міфами переважно за «Метаморфозами» Овідія, у Київську Русь міфічні сюжети прийшли через переклади з грецької. За домонгольських часів, у XI — XII ст., читали романи про Троянську війну, створені за доби пізньої античності, а також візантійські хроніки й інші твори, що містили міфологічні сюжети. Тоді як одним із джерел знань про античну мудрість була збірка афоризмів, порад і коротких оповідань «Пчела». Її переклад було зроблено наприкінці XII ст. Поряд із цитатами й посиланнями на Біблію та візантійських авторів, афоризми збірки «переходили у теософські й світські твори, а через них у фольклор, водночас поповнюючись руською мудрістю» [8, 284].
Ознакою першого періоду української античності, стверджують дослідники, є те, що спостерігалася загальна тенденція неприйняття «поганської» греко-римської художньої спадщини. Думаємо, із цим можна погодитися лише частково. По-перше, відомо, що українська церква, на відміну від російської, вміло маневрувала між позицією ідеологічного диктатора й духовного очільника. По-друге, тісні торговельні стосунки, а також поширені в ті часи «мандри» членів ремісничих цехів до різних країн «на науку» не зачиняли ні вікон, ні дверей до Європи, які потрібно було б пізніше «прорубувати».
Особливе значення мали послання «отців церкви» (патристика Василя Кесарійського, Іоанна Златоуста, Іоанна Дамаскіна, Григорія Назіанзіна), які не лише формували візантійську християнську літературу, а й творили нові жанри, зокрема полемічну промову, теологічний трактат, тлумачення Біблії (екзегезу), проповідь, похвальне слово (панегірик) та ін. Їхні твори, а особливо полемічні послання, спрямовані на боротьбу з єрессю та залишками поганства, стали джерелами античних знань, що завдяки цьому не були забуті в Середні віки. Візантійські гімни, хорали, піснеспіви несли елементи античної метрики, загалом версифікації та поетики. Ряд перекладних і оригінальних давньоукраїнських повістей («Про Варлаама та Йоасафа», «Про Олексія, чоловіка Божого», «Александрія» та ін.) включали сюжетику й мотиви античності, збагачуючи українську літературу і фольклор. Одним із зразків рецепції став «Еллінський літописець» — складова частина Давньоруського літопису зі стислим переліком імен грецьких богів, з розповідями про обставини їх народження, подвиги героїв тощо.
Коли ініційований офіційною — християнською — пропагандою негативізм щодо античної спадщини проявлявся насамперед у зразках клерикальної і світської літератур, то усна народна творчість і народне декоративне мистецтво залишалися відкритим для «поганських» (і «своїх», і «чужих») елементів, легко їх міксуючи. Показовий у цьому плані образ сирени-русалки (або птаха-сирина). Істоти, верхня частина тіла яких жіноча, а нижня — риб'яча (рідше — пташина), уперше згадуються в Гомера, а потім в Аристотеля, Плінія, Овідія. Їхнє зображення — у фресковому живописі Софії Київської, на речах хатнього вжитку, зокрема на українських кахлях від XII ст.; про птаха-сирина розповідає «Голубина книга». Як істоти з дохристиянських часів вони постають у фольклорних оповідях, зібраних свого часу П. Кулішем, П. Чубинським, М. Костомаровим та ін. Те, що серед розмаїття міфологічних образів саме сирени й кентаври мали особливу популярність, пояснюється насамперед магнетизмом їхньої специфічної зовнішності. Окрім того, у часи табу на відтворення фізичної краси людського тіла, зображення сирен і кентаврів було одночасно й компромісом, і своєрідною грою в «заборонене». Відзначаючи, що сирени-русалки — одне з найпопулярніших народних зображень усієї Європи, дослідники наголошують, що «ця постать приваблює тим, що дає можливість зобразити верхню частину людського тіла оголеною, не порушуючи традицій і канонів, оскільки йдеться не про людину, а про відому казкову істоту» [10, 40].
Про античну символіку в мистецтві й побуті давніх українців як свідчення рецепції греко-римської спадщини внаслідок різновекторної культурної орієнтації Київської Русі узагальнює С. Кримський. «Київська Русь, — зазначав учений, — це корабель, що крейсував між багатьма культурами» [7]. До того ж зауважував, що образ корабля у цьому контексті не випадковий. С. Кримського, своєю чергою, надихнуло спостереження, зроблене російським істориком В. Соловйовим, який звернув увагу на факт тяжіння як у житті, так і в культурі Давньої Русі до образу корабля, розробленого античною традицією, — вождя ховають у споруді, що нагадує корабель; церквам (трибанним, трикупольним) надається вигляд корабельного силуету тощо. Отже, в культуру Київської Русі-України проникали елементи переважно давньогрецької культури в її теологічно переосмисленій візантійсько-болгарсько-сербській рецепції [11, 9].
Прикметними рисами цього етапу української античності є 
- зближення образів античності з біблійними персонажами.
- особливість рецепції виявляється передусім на тематичному рівні, зокрема в питаннях, що стосуються держави й віри.
- переважають елементи культури Давньої Греції.

Щодо елементів римської культури, то інтенсивне їх функціонування починається з другої половини XV — початку XVI ст., коли з посиленням загрози католицизму в Україні виникла потреба ведення боротьби з цією ідеологією, а це вимагало знання латини і римської літератури.